# Sparkassen Open 2014
Lo Sparkassen Open 2014 è stato un torneo di tennis facente parte della categoria ATP Challenger Tour nell'ambito dell'ATP Challenger Tour 2014. È stata la ª edizione del torneo che si è giocato a Braunschweig in Germania dal 30 giugno al 5 luglio 2014 su campi in terra rossa e aveva un montepremi di 106 500 €+H.

## Partecipanti singolare

### Teste di serie
| Nazionalità | Giocatore           | Ranking* | Testa di serie |
| ----------- | ------------------- | -------- | -------------- |
| Kazakistan  | Andrej Golubev      | 56       | 1              |
| Spagna      | Pablo Carreño Busta | 60       | 2              |
| Germania    | Tobias Kamke        | 87       | 3              |
| Francia     | Paul-Henri Mathieu  | 89       | 4              |
| Argentina   | Diego Schwartzman   | 93       | 5              |
| Brasile     | Thomaz Bellucci     | 97       | 6              |
| Germania    | Peter Gojowczyk     | 108      | 7              |
| Germania    | Julian Reister      | 110      | 8              |

- Ranking al 24 giugno 2014.

### Altri partecipanti
Giocatori che hanno ricevuto una wild card:
- Andrej Golubev
- Maximilian Marterer
- Philipp Petzschner
- Alexander Zverev

Giocatori che sono passati dalle qualificazioni:
- Jozef Kovalík
- Nils Langer
- Philipp Davydenko
- André Ghem
- Boris Pašanski (lucky loser)

Giocatori che hanno ricevuto un entry come special exempt:
- Nikola Ćaćić

Giocatori che hanno ricevuto un entry come alternate:
- Uladzimir Ihnacik
- Jaroslav Pospíšil
- Martín Alund

## Partecipanti doppio

### Teste di serie
| Nazionalità | Giocatore         | Nazionalità   | Giocatore          | Ranking* | Testa di serie |
| ----------- | ----------------- | ------------- | ------------------ | -------- | -------------- |
| Colombia    | Robert Farah      | Austria       | Philipp Oswald     | 82       | 1              |
| Germania    | Gero Kretschmer   | Germania      | Alexander Satschko | 169      | 2              |
| Australia   | Rameez Junaid     | Slovacchia    | Michal Mertiňák    | 185      | 3              |
| Polonia     | Mateusz Kowalczyk | Nuova Zelanda | Artem Sitak        | 218      | 4              |

- Ranking al 24 giugno 2014.

### Altri partecipanti
Coppie che hanno ricevuto una wild card:
- Michal Konečný /  Marek Pešička
- N.Sriram Balaji /  Philipp Petzschner
- Daniel Masur /  Alexander Zverev

## Vincitori

### Singolare
Alexander Zverev ha battuto in finale  Paul-Henri Mathieu con il punteggio di 1–6, 6–1, 6–4

### Doppio
Andreas Siljeström /  Igor Zelenay hanno battuto in finale  Rameez Junaid /  Michal Mertiňák con il punteggio di 7–5, 6–4